# 桑原川 (岐阜県)
桑原川（くわばらがわ）は、木曽川水系の一級河川。岐阜県羽島市・海津市を流れる。長良川・揖斐川を経て伊勢湾に至る木曽川の3次支川。

## 流域

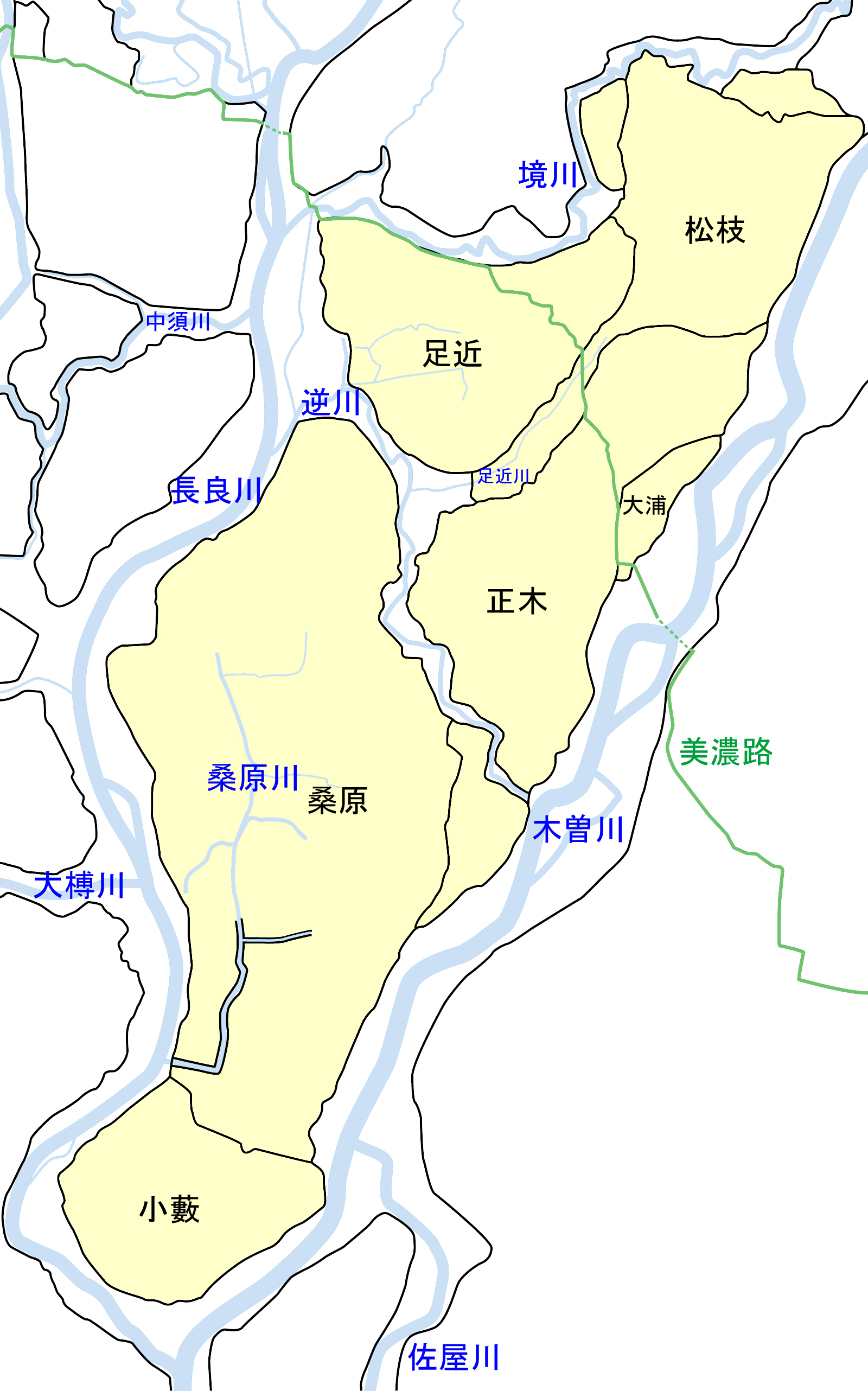
明治時代初期の桑原川の位置、および桑原輪中など周囲の輪中・河川の様子

岐阜県羽島市中央部の福寿小学校付近が源である。長良川の堤防付近から発している。JR東海道新幹線 岐阜羽島駅付近を通過し、南に流れる。名神高速道路を過ぎ、堀津町と上中町の間を通過し、桑原町の中央部を南流する。桑原輪中の南端の羽島市桑原町小藪と海津市成戸の境で長良川に注ぐ。合流点のすぐ東には、木曽川が流れる。
元々は桑原輪中の排水用として整備された水路を原型としており、宝暦治水によって悪化した排水状況を改善するために整備された。整備された当初は現在の南濃大橋付近で長良川に放水されていたが、大正から昭和にかけて整備で現在の流路へと改修された。

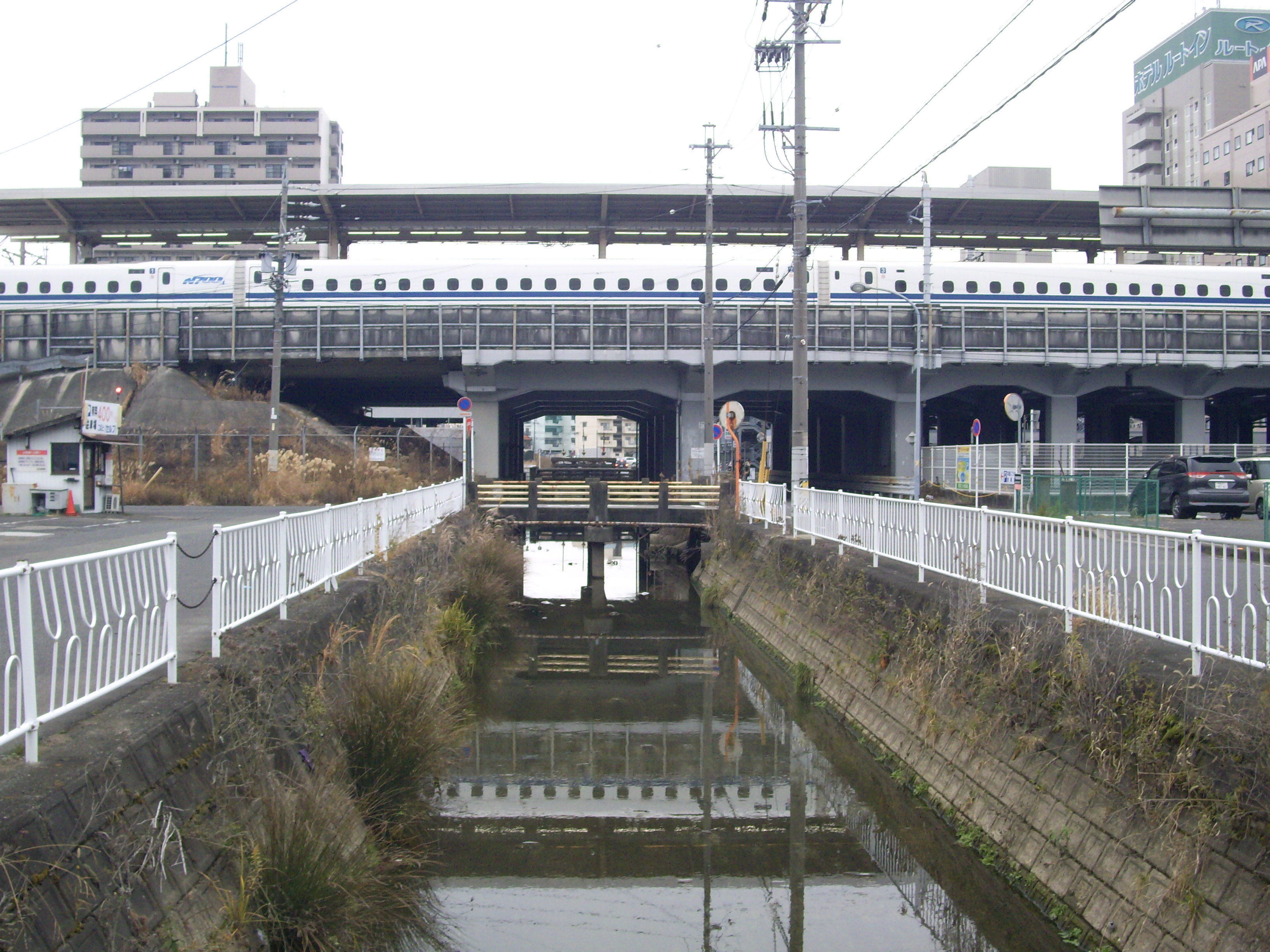
JR東海道新幹線 岐阜羽島駅下を流れる桑原川

## 水害
1976年（昭和51年）9月の水害では、桑原川の水が下流を中心にあふれ、大きな浸水被害があった。

## 河川改修状況
名神高速道路から下流では、改修がほぼ終了している。